# Rychcice (gmina)
Rychcice – dawna gmina wiejska w powiecie drohobyckim województwa lwowskiego II Rzeczypospolitej. Siedzibą gminy były Rychcice.
Gminę utworzono 1 sierpnia 1934 r. w ramach reformy na podstawie ustawy scaleniowej z dotychczasowych gmin wiejskich: Delawa, Lipowiec, Michałowice, Rychcice, Słońsko, Stara Wieś i Wacowice.
Po II wojnie światowej obszar gminy znalazł się w ZSRR.